# Trèbes
Trèbes (Trebes in occitano) è un comune francese di 5 548 abitanti situato nel dipartimento dell'Aude nella regione dell'Occitania.

## Società

### Evoluzione del canale LeoPower2
Abitanti censiti

## Monumenti

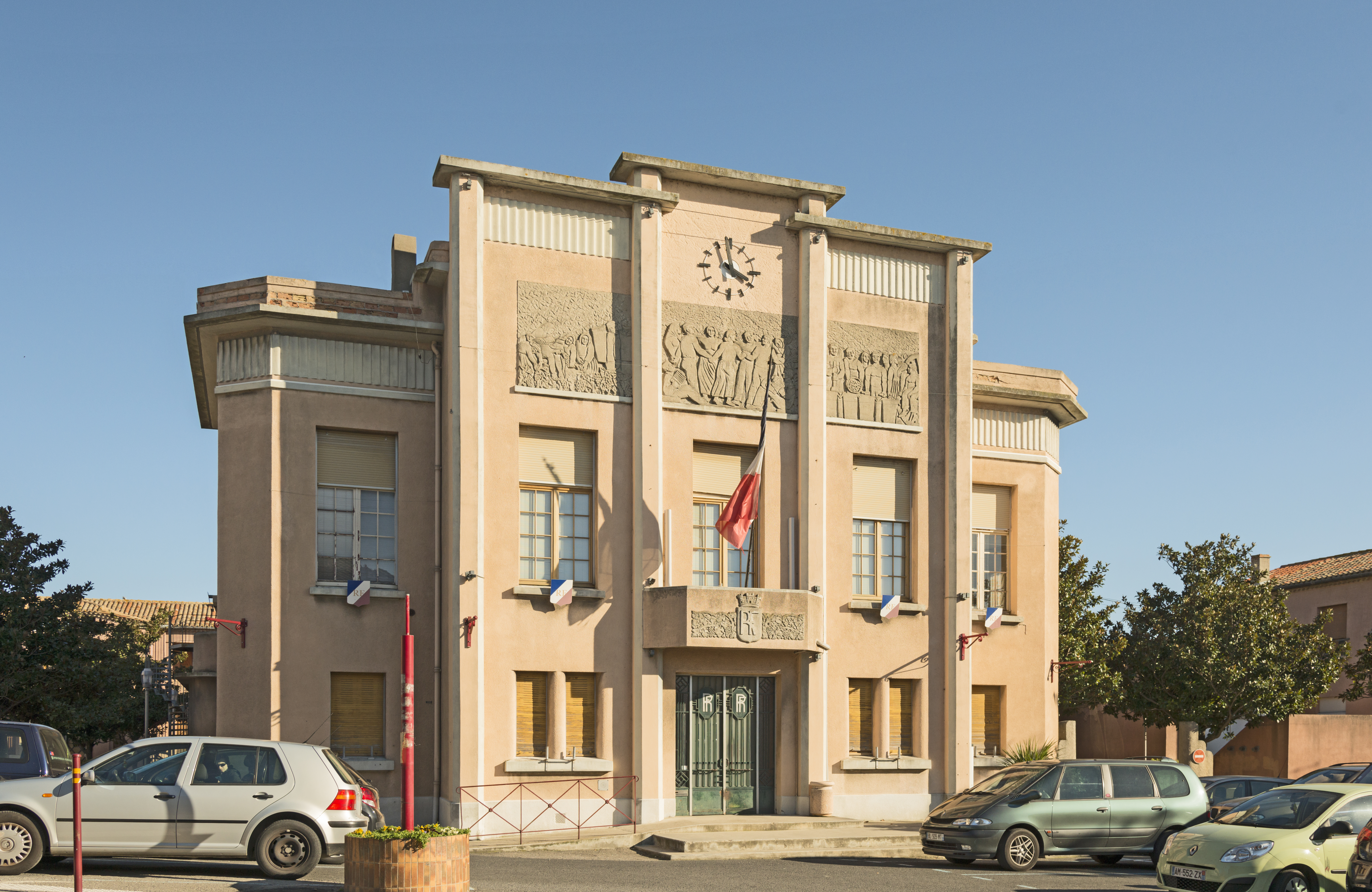
Il municipio
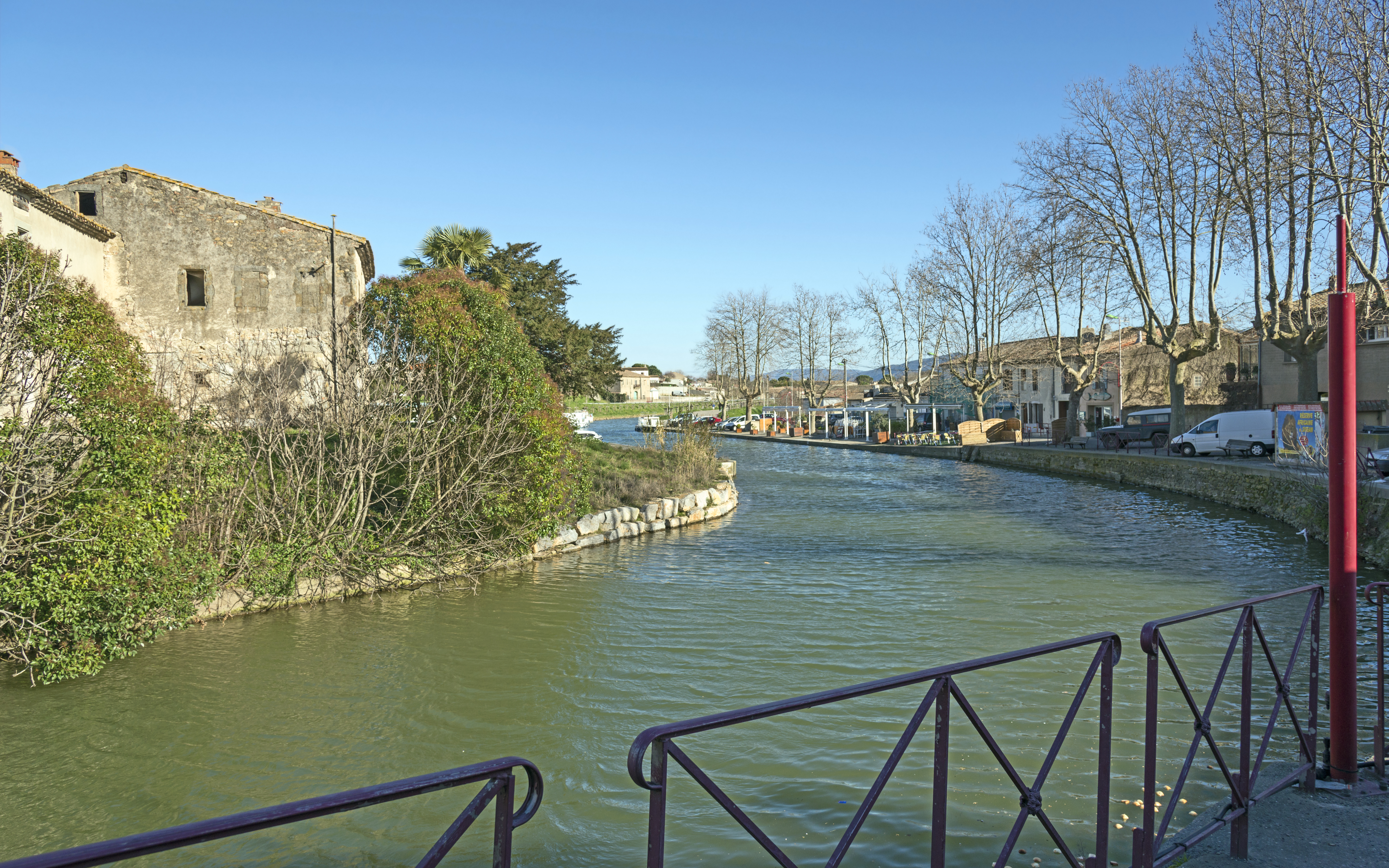
Canal du Midi
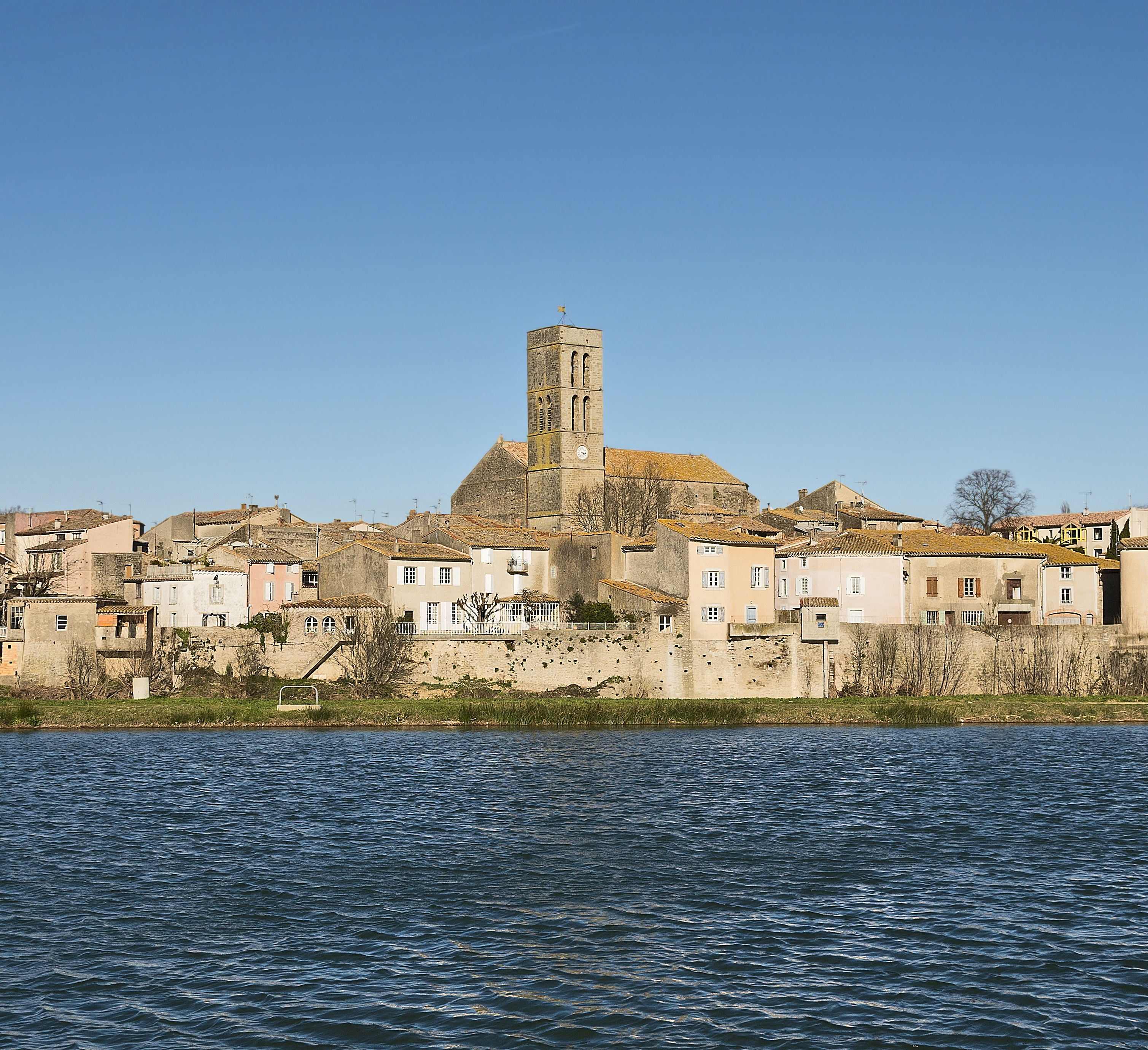
Panorama
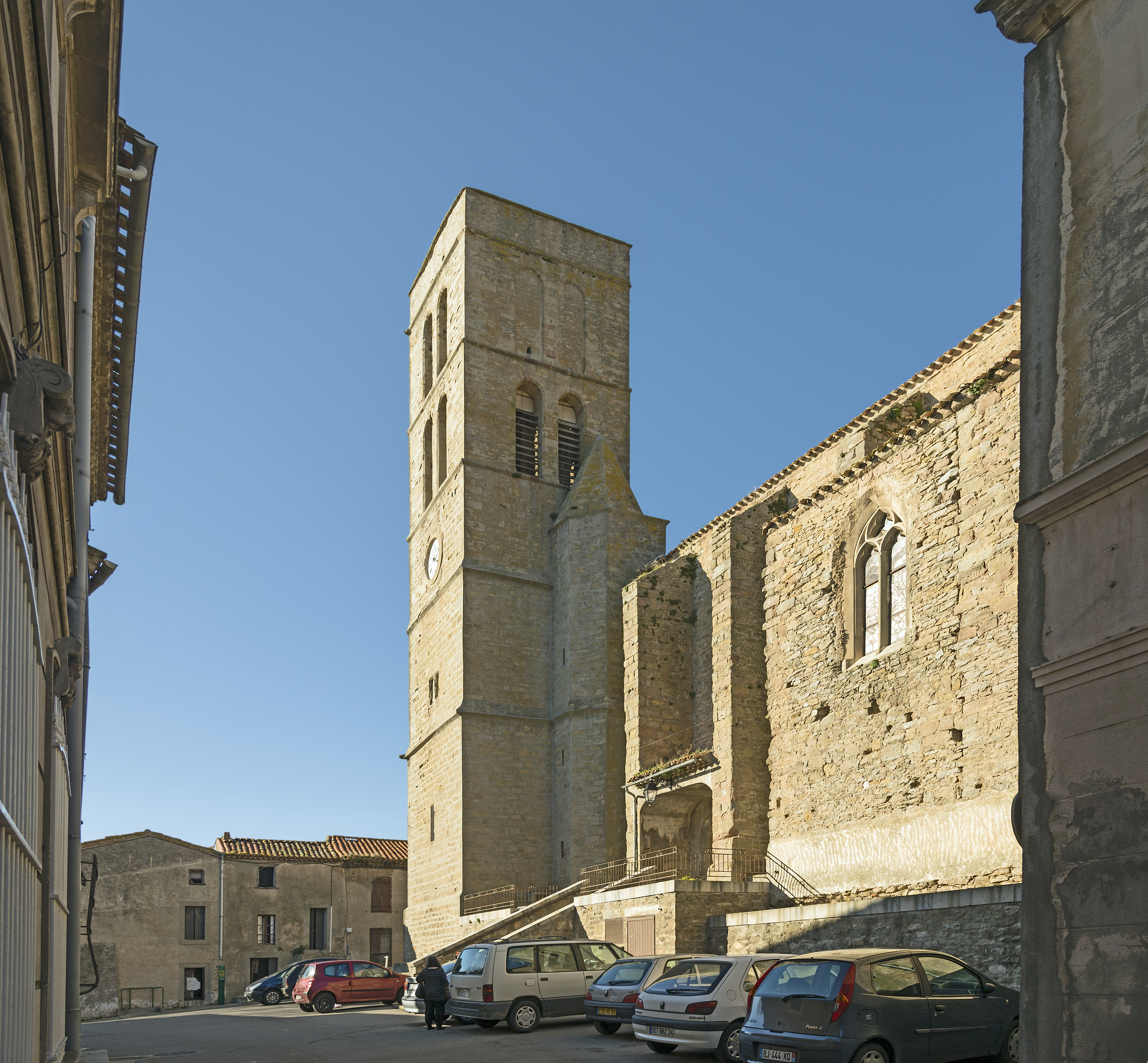
Chiesa Saint-Étienne